# Język pahlawi
Język pahlawi (język średnioperski) – język z podrodziny irańskiej języków indoeuropejskich, używany w okresie dynastii sasanidzkiej. W IX w. był już w marginalnym użyciu. Następca języka staroperskiego, poprzednik języka nowoperskiego.
Nazwa wywodzi się od słowa „Pahlaw”, które oznacza Partię i pierwotnie określała jeden z alfabetów, używanych na terenie Persji. Język ten był używany od III w. p.n.e. do IX w. n.e. Ogólnie przyjmuje się, że w jego historii można wyróżnić dwa okresy: arsacydzki i sasanidzki. Do zapisu wykorzystywano alfabet aramejski. Trzon przetrwałych zabytków tego języka stanowią sasanidzkie traktaty religijne, a także napisy naskalne (np. arcykapłana Kardera, licznych królów), napisy na monetach, nieliczne przetrwałe fragmenty literatury pięknej, a nawet słowniki. Wiele z tych dzieł nosi charakter kompilacyjny, napisane zostały przez przetrwałych zaratusztrian po podboju arabskim, choć znane są psałterze chrześcijańskie i pisma manichejskie.